# Torhaus (Mering)

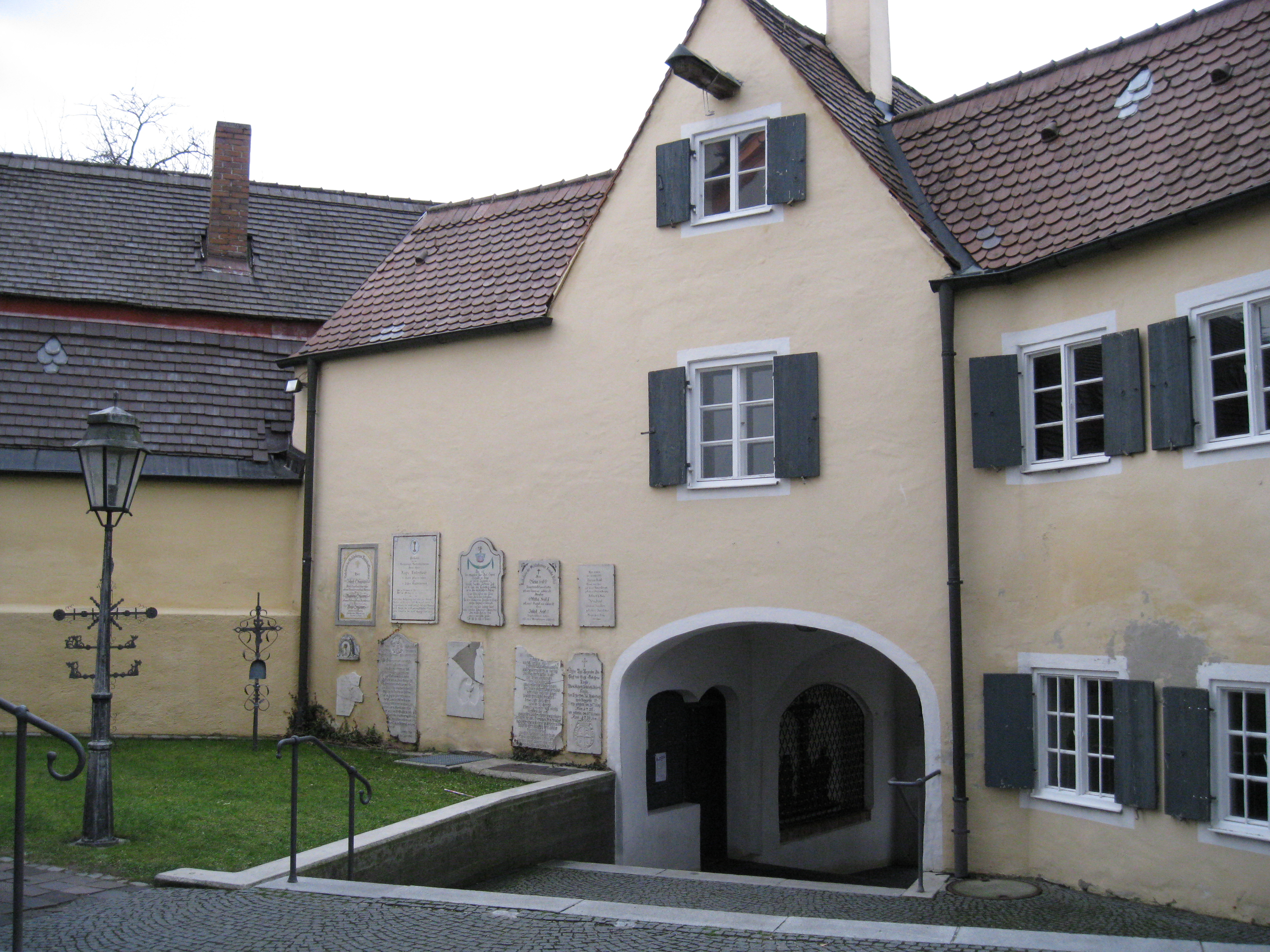
Torhaus in Mering (ehemalige Friedhofsseite)

Das Torhaus in Mering, einer Marktgemeinde im schwäbischen Landkreis Aichach-Friedberg in Bayern, wurde im 16./17. Jahrhundert errichtet. Der Torbau an der Herzog-Wilhelm-Straße 6 ist ein geschütztes Baudenkmal.
Der zweigeschossige, schmale Satteldachbau nordwestlich der katholischen Pfarrkirche St. Michael, der im Kern aus dem 14. Jahrhundert stammt, war mit dem anschließenden Satteldachhaus zeitweise der Wohnsitz des Mesners. Heute befindet sich darin das Pfarrarchiv. Bis zur Verlegung des Friedhofs im Jahr 1862 diente das Torhaus und die anliegenden Gebäude als Friedhofsbefestigung. 
In den seitlichen Nischen des Durchgangs befinden sich eine auf Holz gemalte Kreuzigungsgruppe sowie eine Skulptur des heiligen Leonhard aus dem 18. Jahrhundert. 